# Station Crowle
Crowle is een spoorwegstation van National Rail in Crowle, North Lincolnshire in Engeland. Het station is eigendom van Network Rail en wordt beheerd door Northern Rail. 